# Chi giace nella culla della zia Ruth?
Chi giace nella culla della zia Ruth? (Whoever Slew Auntie Roo?) è un film del 1971 diretto da Curtis Harrington.

## Trama
Ruth Forrest è una ricca vedova americana, trasferitasi in Inghilterra da molti anni. Ha perso la figlia Katherine in un tragico incidente domestico: la ragazzina è precipitata dalla balaustra delle scale mentre scendeva a cavalcioni. La donna non si è mai rassegnata alla sua scomparsa, al punto da conservare la sua mummia in una stanza segreta della sua sontuosa magione e accudirla come se fosse ancora viva. Mr. Benton, un sedicente medium, con la complicità dei domestici di Ruth, Albie e Clarine, approfitta del dolore della donna e le estorce forti somme di denaro, organizzando false sedute spiritiche durante le quali Clarine parla attraverso il montavivande con una voce infantile, per far credere a Ruth che la figlia defunta stia comunicando dall'aldilà. Ruth, infine, ogni anno organizza una meravigliosa festa di Natale a cui invita dieci bambini da un vicino orfanotrofio, nella speranza di incontrare la reincarnazione di Katherine. All'ultima di queste feste si introducono di soppiatto Christopher e Katy Coombs, due fratelli orfani considerati difficili.
Durante la notte, i due fratelli vengono attratti dai rumori di una delle sedute di Mr. Benton: mentre Christopher scopre l'inganno di Clarine, Katy arriva nella stanza della seduta. Nel vedere la bambina arrivare al culmine dell'evocazione, Ruth crede di riconoscervi Katherine, e inizia a dedicarle particolari attenzioni, finendo col donarle un orsacchiotto appartenuto alla figlia defunta. Katy sembra inizialmente ricambiare l'amore di Ruth, mentre Christopher, da una serie di indizi, si rende conto che la donna è la strega della favola di Hänsel e Gretel, e che abbia intenzione di divorare sua sorella.
Al termine dei due giorni di festa tutti i bambini tornano all'orfanotrofio; Ruth nasconde Katy nella stanza segreta che ospitava la mummia della figlia, e inventa una scusa per tenerla con sé. Costretto a tornare presso l'istituto, Christopher è però determinato a salvare sua sorella: nottetempo fugge dall'orfanotrofio e torna a casa di Ruth. Nel frattempo la donna viene ricattata da Albie, che chiede una forte somma di denaro per sè e Clarine in cambio del silenzio sul rapimento di Katy. Il cameriere le rivela anche l'inganno delle sedute spiritiche.
I due fratellini si ricongiungono e, appropriatisi dei gioielli di Ruth, tentano di fuggire; tuttavia la donna li intercetta: pur di tenere Katy con sé, la signora è costretta a rapire anche Christopher, che però si ribella di continuo; quando Mr. Benton torna a saldare i conti con Ruth il bambino lo implora di aiutarli, ma il finto medium viene minacciato di denuncia dalla donna, e accetta di rimanere in silenzio in cambio della libertà.
Il giorno di capodanno zia Ruth costringe Christopher ad aiutarla in cucina. Vedendola preparare del ripieno per un arrosto, il bambino crede che ella sia pronta a divorare Katy, e decide di intervenire: con uno stratagemma riesce a distrarre zia Ruth quel tanto che basta a recuperare la chiave della porta d'ingresso della casa, correre dalla sorella e convincerla a fuggire; tuttavia anche questo tentativo fallisce, e i due vengono rinchiusi nella dispensa dalla donna. A questo punto Ruth comprende che Katy non sia affatto la reincarnazione di Katherine, e corre a riprendere la mummia della bambina, che aveva trascurato in favore dell'orfanella: in un impeto di affetto stringe con forza il teschio della mummia, che le si sbriciola in mano.
Ormai sconvolta dalla follia, Ruth torna in cucina per continuare a preparare il ripieno. Katy riesce a convincerla a farli uscire dalla dispensa chiamandola mamma, ma una volta aperta la porta i due ragazzi riescono a chiudervi dentro la donna. Per evitare che esca, abbattendo la porta a colpi di mannaia, i bambini incendiano la dispensa (così come Hansel e Gretel, nella favola, chiudono la strega cattiva nel forno) e, sordi alle sue grida di aiuto, recuperano l'orsacchiotto, in cui hanno nascosto i suoi gioielli, e riescono a fuggire. Appena fuori casa, incontrano un macellaio che sta portando il maialino destinato a essere farcito con il ripieno che zia Ruth stava preparando: a Katy viene quindi il dubbio che la donna non volesse davvero mangiarla, ma Christopher le risponde che glielo avrebbe prima fatto mangiare allo scopo di ingrassarla, e poi avrebbe divorato lei.
Zia Ruth muore nell'incendio della casa. I due bambini vengono portati in salvo e adottati dalla moglie di un poliziotto. Consapevoli che, come Hansel e Gretel, potranno arricchirsi col tesoro della strega, Katy e Chris vanno via soddisfatti.

## Produzione
Il film è una coproduzione USA/UK. Fu girato presso gli Shepperton Studios, in Inghilterra, e fu finanziato dalla AIP e dalla società britannica Hemdale. È stato uno dei tre film finanziati da Hemdale (gli altri furno Dimmi, dove ti fa male? e Amore a cavallo, usciti nei due anni successivi), per un budget totale di 1 250 000 sterline.
Curtis Harrington era stato opzionato per dirigere Cime tempestose, ma lo tralasciò in favore di questo progetto dopo essere stato appositamente contattato da Shelley Winters. L'attrice era stata diretta da lui in I raptus segreti di Helen e aveva richiesto che dirigesse questo film per la sua abilità con gli attori, pensando che sarebbe stato molto adeguato. Harrington disse invece che il progetto non lo aveva particolarmente interessato.
Il film è basato su un soggetto di Jimmy Sangster, ispirato alla fiaba di Hansel e Gretel. La prima sceneggiatura, scritta da Robert Blees, non piacque ad Harrington, così il regista la fece riscrivere da Gavin Lambert. Harrington dichiarò che la sceneggiatura era in ogni caso molto debole e scritta male, tanto che dovette modificarla più volte in corso d'opera. Tra le modifiche volute dal regista ci fu lo spostamento dell'epoca di ambientazione agli anni '20 e il ridimensionamento della sottotrama di Mr. Benton.
Il titolo originariamente previsto per il film era The Gingerbread House ("La casa di marzapane"), che il regista riteneva la migliore tra le varie opzioni; tuttavia dovette essere abbandonato per l'assonanza col titolo di un'opera teatrale di Neil Simon, The Gingerbread Lady. Un altro titolo provvisorio fu The Best of Friends.
Le riprese, previste per il novembre 1970, furono posticipate all'aprile 1971. Questo comportò il taglio di molte scene in esterno, tra cui quella di una fuga dei bambini tra la neve, poiché il clima primaverile era ben diverso da quello previsto dalla sceneggiatura. Fu Louis Hayward, con cui Harrington aveva lavorato in passato, a suggerire al regista di scritturare Ralph Richardson. Harrington dichiarò che l'unico attore che i produttori gli avevano imposto era Michael Gothard, che il regista definì un "pessimo attore" e "un rompiscatole". Quanto ai bambini protagonisti, Harrington sentiva che Mark Lester non fosse interessato alla recitazione, mentre Chloe Franks si divertiva molto sul set.

### Adattamento italiano
L'adattamento italiano del film presenta alcune modifiche al materiale originale. La protagonista, che in inglese si chiama Rosie detta (Auntie) Roo viene rinominata col nome omofono Ruth; la sua magione, in originale denominata Gingerbread House ("casa di marzapane") divenne casa delle fate. Nel dialogo tra Albie e Ruth, inoltre, fu inserita una battuta che suggerisce il coinvolgimento di Clarine nella truffa delle sedute spiritiche: questo per colmare il plot hole dell'improvvisa scomparsa della cameriera.

## Accoglienza
Il film esordì nella stagione natalizia del 1971. Ottenne un riscontro tiepido da pubblico e critica a causa della sceneggiatura artificiosa e di alcune performance non all'altezza, mentre piacquero l'idea di fondo e l'interpretazione di Shelley Winters.
L'attrice dichiarò in seguito: "Se avessero avuto un budget maggiore e lo avessero pubblicato in modo diverso, le cose sarebbero andate molto diversamente. Non è stato trattato come un film di serie A, cosa che invece era; Ralph Richardson, per esempio, è stato fantastico. Però l'hanno pubblicizzato come un film molto spaventoso, e questo non è piaciuto. Però ci siamo divertiti molto a girarlo".